# Szlifierz (obraz Goi)
Szlifierz (hiszp. El afilador) – obraz hiszpańskiego malarza Francisco Goi znajdujący się w zbiorach Muzeum Sztuk Pięknych w Budapeszcie.

## Opis obrazu
Po młodzieńczym okresie, w którym Goya malował obrazy w duchu rokoka oraz projekty gobelinów dla królewskiego dworu, tematyka jego prac coraz częściej zaczęła dotykać codziennych wydarzeń. Bohaterami jego prac były postacie z ludu, a ich wymowa coraz bardziej wiązała się z walką o wolność i prawa. Pod wpływem wojny wyzwoleńczej toczonej przeciwko Napoleonowi, w twórczości Goi pojawili się pierwsi proletariusze, przedstawieni w sposób daleki od sielskiej atmosfery. Oprócz Szlifierza przykładem tej tematyki są płótna: List, Dziewczyna z dzbanem oraz późniejsza Kuźnia.
Goya użył płótna przedstawiającego pierwotnie martwą naturę, bukiet kwiatów w wazonie. Przedstawił wędrownego szlifierza noży podczas pracy. Jego warsztatem pracy jest specjalny wózek, przypominający taczkę i wyposażony w kamień szlifierski poruszany nogą. W dolnej części wózka znajduje się półokrągły zbiornik zawierający wodę chłodzącą kamień i obrabiane ostrza. Mężczyzna ma proste rysy twarzy, jest barczysty i przygarbiony, ma na sobie rozpiętą i zniszczoną koszulę, która odsłania nagi tors. Nie odrywając się od pracy patrzy w oczy widza. Tło obrazu jest nieokreślone, bez widocznych szczegółów.
Malarz ukazał prostego człowieka z ludu zajętego ciężką pracą. Trudno określić, czy ostrzony przedmiot jest zwykłym nożem, czy jak podejrzewają interpretatorzy hiszpańscy, częścią uzbrojenia. Być może jest to rzemieślnik pracujący na potrzeby armii w czasie wojny z Francją.
Obraz jest nowatorski pod względem technicznym, delikatny sposób kładzenia farby stanowi zapowiedź dzieł impresjonistów. Natomiast temat i szacunek dla pracy prostego człowieka zapowiadają dzieła realistów XIX wieku.

## Proweniencja
Obraz został wymieniony w spisie dobytku Goi sporządzonym w 1812 roku po śmierci jego żony. Następnie znajdował się w kolekcji księcia Aloysa von Kaunitz-Rietberga z Wiednia, który prawdopodobnie kupił go od malarza, kiedy był ambasadorem w Madrycie w latach 1815–1817. W 1820 kolekcja księcia została zlicytowana, a wraz z nią Szlifierz i Nosicielka wody. Oba obrazy trafiły do kolekcji Esterházych, a w 1871 roku do Muzeum Sztuk Pięknych w Budapeszcie.